# 譚榮邦
譚榮邦，SBS（1948年8月2日—），暱稱「邦邦」，香港建制派政治人物，新民黨成員。他在1971年起成為香港公務員，至2008年從公務員系統退休，曾擔任香港郵政署長，官至首長級甲級政務官。
他在1971年加入港英政府後於1973年轉職政務主任，曾出任經濟、銓敍、金融及工商等範疇的決策科局職務。他在1982年獲派往青衣島擔任理民官，並在1983年改任首任葵涌及青衣政務專員。另外於香港回归前後，他亦曾先後外派至英国及中国的港府辦事處，即香港政府駐倫敦辦事處及駐北京辦事處。
在房屋署出任副署長期間，他致力解決孫九招的後續問題，以及成功安排領匯房地產投資信託基金上市和公共屋邨加租以紓緩香港房屋委員會的財困問題。在擔任郵政署署長期間，他為部門開闢郵件中轉服務及网络购物服務，以及關閉低使用率的郵政局，因而在卸任時為本來入不敷支的部門留下四億港元盈餘。

## 早年生涯
譚榮邦於1948年8月2日在英屬香港維多利亞城出生，年幼時常與祖母到高陞戲院看粵劇而培養出對表演藝術的興趣。他早年於上環入讀由中華基督教會公理堂主辦的美華學校。其後，他在少年時代曾入讀威靈頓英文中學，因而常自嘲出身流氓學校，而他亦指自己早年不愛學習，直至1966年香港中學會考前才擔心前途才鼓起勇氣讀書。及後，他於聖士提反女子中學完成预科課程，並在1972年於香港大學取得社会科学学士學位。

## 公務員生涯

### 早年生涯

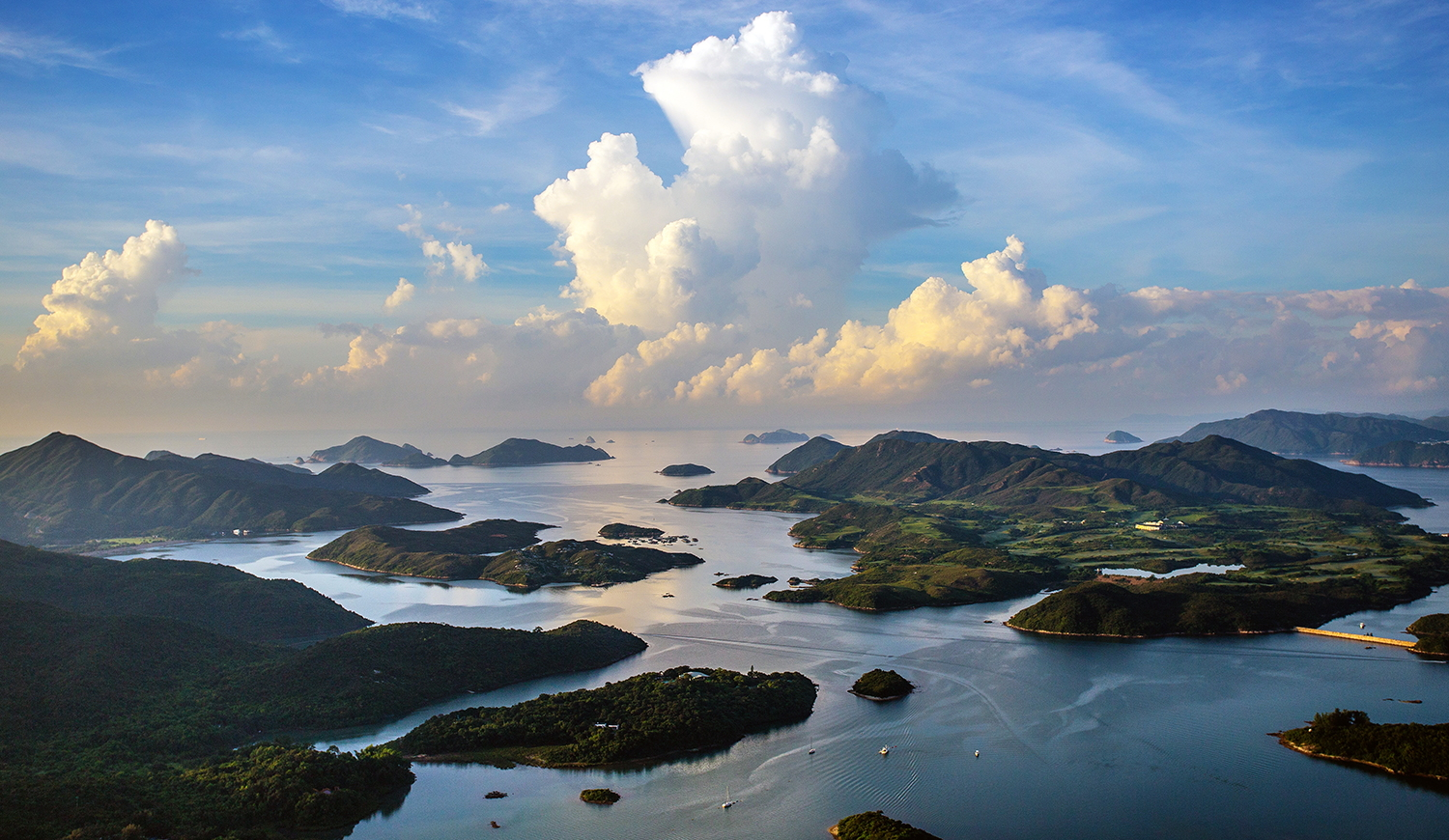
譚榮邦在入職政務主任後的首個崗位為西貢副理民官

譚榮邦先於1971年7月加入港英政府入職行政主任，及後在《麥健時報告書》建議擴大公務員體制下，於1973年11月轉任政務主任。他在入職政務主任後被派至新界民政署擔任西貢副理民官，成為岳士禮的助手，但約一年後就在1974年10月獲港府派往英国的牛津大学深造進修公共行政学，然而他的表現獲西貢的鄉紳表揚，當地的鄉事委員會更設宴歡送他和同行的劉兆賢。他在1975年8月返港並改於市政事務署效力，負責九龍的地方事務，並多次統籌就工程及小販等市政事項，亦曾一度與葉澍堃於同組工作。
他在1978年5月轉往布政司署出任助理經濟司，並在1980年4月升任高級政務主任。在晉升後2個月，他就啟程前往英国伦敦的香港政府駐倫敦辦事處任職，任期內亦一度兼任助理駐英專員，直至1982年2月返港。

### 理民官及地方專員
在1982年2月從英國返港後，譚榮邦再度獲派新界政務署並於地區出仕，被委任為負責荃灣區工程事務的荃灣副理民官，專責青衣的發展事務。譚在1982年2月2日獲港府奉為官守太平紳士，以於同年3月1日接替王永平出任該分部的理民官。隨著荃灣新市鎮發展至青衣，青衣建設多個大型公共屋邨使人口急增，譚在1982年3月公佈港府會斥資建築青荃橋以舒緩青衣大橋的交通堵塞問題，而他的職位亦因地區發展而在同年4月1日正式更名為青衣理民官。同時，他在任內支持青衣島的傳統活動，不論真君大帝寶誕及天后寶誕均到青衣戲棚主禮節慶。

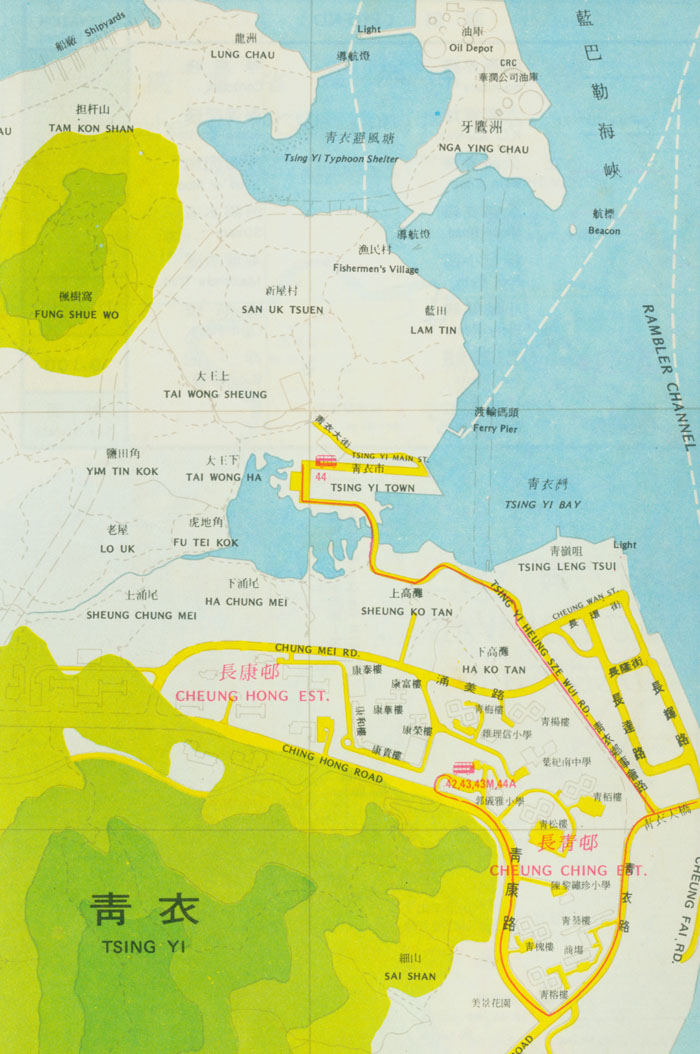
1984年的青衣地圖，譚榮邦是時任葵涌及青衣政務專員

青衣民眾對公共設施的需求在人口急升下同時大增，但在1982年秋季區內傳出青衣發展計劃會減慢，譚為此公開辟謠，並指港府會花二千多萬港元收地，更考慮增設地鐵、酒店及醫院等設施，而青衣在1991年的目標人口為二十萬。另外，他亦向地區體育會承諾，港府會在區內保留及設置包括游泳池等的康體設施。同時，他亦強調青衣島上的墳場只可安葬原居民，避免殮葬用地擴張損害原居民權益及影響市鎮發展。在1983年中，港府透過譚正式公佈總值六十億港元的青衣島發展計劃，並決定在青衣北部對出填海，而譚亦負責與當地的養魚戶商討遷徙問題。
在1983年9月12日，譚的職位在改組後稱為葵涌及青衣政務專員，亦自此兼顧葵涌地方的工作。他在上任後立即整理葵涌的分區委員會及互助委員會等組織，並針對早期發展的不足加強交通及治安的支援。同時，他亦按港府規劃籌備葵涌及青衣區從荃灣區拆出的安排，為另立葵涌及青衣區議會作出準備。他亦多次表示葵涌及青衣區在1980年代中佔全港超過一成人口，又有高密度住宅和工商業區，以及油庫、發電廠和貨櫃碼頭等多種土地及設施，故地區工作極為複雜和繁忙。任內表現出色的他終在1984年4月晉升為首長級丙級政務官。葵涌及青衣區議會在1985年3月舉行首次選舉並在同年4月1日成立後，譚在1985年5月31日卸任葵涌及青衣政務專員，並由高琦接任。

### 主權移交之前
譚榮邦在離任地區職務後短期休假，並在1985年7月出任公務員薪俸及服務條件常務委員會助理秘書長，數年任期內更曾一度署任秘書長職務。及後，他在1987年8月再度獲派市政總署，以接替戴婉瑩出任助理處長，負責文化、體育館及娛樂事務。他在任內亦曾出訪位於德国科隆的科隆歌剧院及位於英国加的夫的威爾士國家歌劇院以籌備文藝交流活動，並在卸任前多次帶隊到中华人民共和国深圳市參與當地的國際藝術節。隨後，他在1989年7月重返布政司署銓敍科出任首席助理銓敍司，負責薪酬及服務條件，並在期後於1990年2月至5月再度獲港府派至美国的哈佛甘迺迪學院修讀公共管理證書課程。

#### 財金職務
在1990年5月返回香港後，譚獲安排轉至金融科擔任副金融司。他在副金融司任內的香港聯合交易所起重大變化，他先在1991年7月為恆生工商業分類指數起賣揭幕，及後更在同年8月提倡聯交所改組，並透過證券及期貨事務監察委員會對聯交所公司作出干預。對於政府介入市場強迫聯交所改組，譚認為做法為加強聯交所的透明度及監管能力至國際水平，為保香港金融的國際聲譽別無他法。不過，在改革過程中，中央結算系統卻因法例在同年11月未趕及香港行政局通過而一度被迫押後。及後，他的職位因應布政司署改組而更名為副財經事務司，而他更在1993年至1994年冬季數個月內署任財經事務司，並推動規管內線交易的法例修訂。雖然曾因先買股票後申報而被上司簡德倫責罵沒避嫌意識，但他亦在1994年1月順利升任首長級乙級政務官，並在同年3月23日獲奉為官守太平紳士。

#### 工貿職務

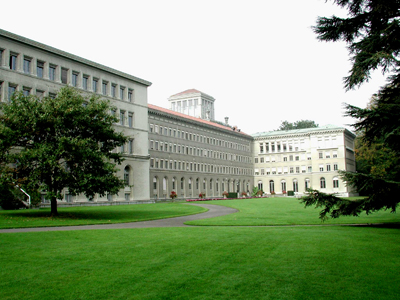
譚榮邦曾多次出席世界貿易組織的談判

在1995年5月，譚獲委任為貿易署副署長，負責多邊貿易及區域合作事宜。他在上任後就隨即參與世界貿易組織就開放各個服務業市場的多個回合談判，不過已發展國家集團在人才流動、金融服務、基本電訊和海上運輸四項上未能取得理想成果而受批評，而美国更退出簽署協定，譚亦因此而感到失望。隨後，他在1996年8月被抽調回布政司署工商科出任副工商司，繼續處理工業及貿易政策。他任內為了消除美國對香港紡織品及成衣的管制措施，曾邀請及接待美國政府到香港訪查，惟最終只有少許進展。另外，他亦負責管理各港府駐海外辦事處的行政工作，包括開支預算及編制增減等。與此同時，負責海外工作的他亦因此需在1996年為高級公務員統籌清华大学國情研習班，而他亦為學員之一。

### 主權移交後初期
在1997年7月香港主權移交至中國時，譚榮邦由工商科過渡至工商局擔任副局長。他在除了處理原有的人事事宜外，亦負責為港府籌備設立香港駐京辦。他在1998年1月一度署任工商局局長，署任期內更曾動議二讀《防止盜用版權條例》及明確保留食米戰略管制計劃，而他亦在同月晉升至首長級乙一級政務官。
臨近香港駐京辦開始營運之際，早已參與籌設工作的譚榮邦在1998年11月獲派駐北京擔任辦事處的副主任，協助主任梁寶榮處理職務。他定期由北京返港就駐京辦的日常工作及預算於香港立法會答辯，當中亦包括針對被在中國大陸被扣押港人設立中國大陸與香港之間的通報機制等事宜。另外，他也為長期為駐京辦的臨時辦公室租約及覓地興建永久辦公室而多次申請撥款。及後，他代表駐京辦在2003年全國兩會會期公佈將在地安門西大街興建永久辦事處，而他則在同年12月任滿返港。

#### 房屋署副署長

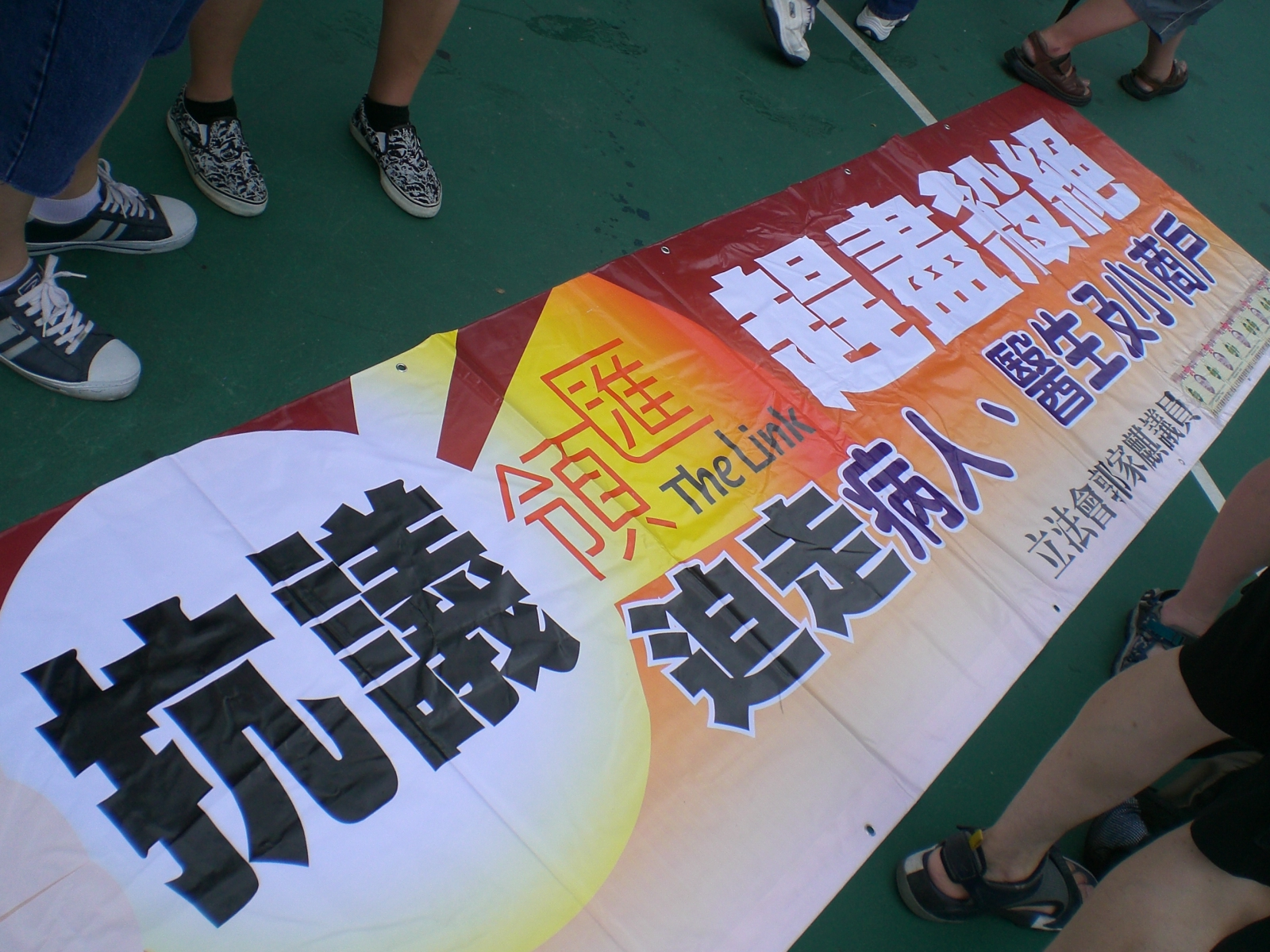
譚榮邦在房屋署副署長任內為解決香港房屋委員會財困問題的手法備受爭議

在2003年12月從北京返港後，譚出任負責房屋策略範疇的房屋署副署長職位，兼任房屋及規劃地政局副秘書長。他在上任時即面對暫停居者有其屋計劃引致香港房屋委員會財困的問題，他對此提出舉債等多個途徑解決財困，但卻被指出僅為變賣及虛耗資產與儲備而未有改革房委會營運情況。與此同時，停售的居屋物業以成本價轉賣予政府用作紀律部隊宿舍令房委會財政更為惡化，他則向公眾表示因項目中賺取的收入亦為公帑，故以成本價出售為令納稅人得益。最終，房委會分拆部分零售物業及停車場為領匯房地產投資信託基金套現以紓緩財政問題。及後香港的樓市回升，但他仍以市場不穩為由維持不出售居屋單位至2006年年底的決定。
在解決房委會財政問題後，針對公共屋邨老化問題，他對外承諾會勘察樓齡屋邨以保障樓宇結構安全。就非公營房屋政策，譚在2005年加強對地產代理的執法工作，以符合社會要求及國際水平。與此同時，他亦是何賽雲訴房委會案中的主要負責官員，應付法庭的審訊。為了進一步改善公屋租金機制，他與房委會的檢討委員會提出依據入息比例中位數數據而調整的「可加可減」方案，惟最終被朝野批評為「只加不減」制度。譚為此公開表明房委會若未能按此機制加租會使儲備約8年後清空，導致房委會破產。最後方案獲得通過，而「可加可減」租金機制及後亦多次使房委會在經濟困境下仍能逆市加租。在租金改革後，譚於2006年7月卸任副署長，他因自己妥善解決孫九招的後續問題而感到滿足，而常任秘書長兼署長陳鎮源亦對他讚賞有加。他在卸任前雖然拒絕房署職工舉辦歡送會，但就在離任前與新聞記者聚餐論政。

### 郵政署長
譚榮邦獲港府委任為香港郵政署長，在2006年7月10日接替宣佈退休的蔣任宏上任。他甫上任即到各郵局視察以了解郵務運作及前線工作情況。港府委任他擔任郵政署署長的目的是希望他可透過調升郵費等方法解決香港郵政入不敷支的問題，而當時郵費增加一毫港元更可令年總收入增加一億港元，但他在上任初期考慮到更改郵費須經過香港立法會的漫長爭辯而放棄，並以開闢更多收入來源取代加價計劃。不過，郵政成本日益增加下，譚最終亦改為向立法會申請上調凍結多年的郵費。

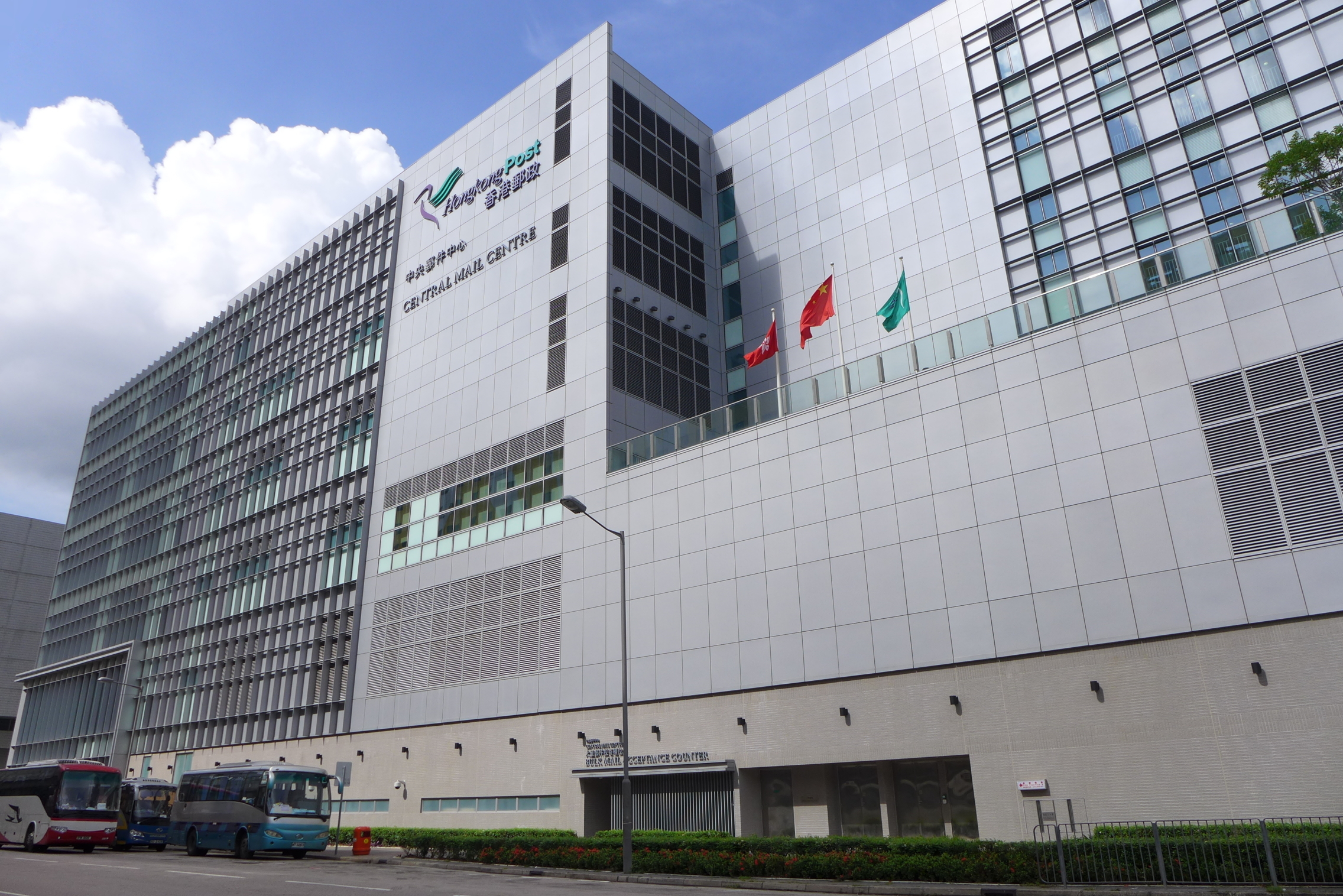
譚榮邦任內落實在九龍灣興建中央郵件中心作香港郵政總部的計劃

譚留意到很多郵件都以中轉模式運送以避開熱門直航航線的昂貴收費，因此透過香港較完善的航空網絡以淨餘運力向大中華地區提供更多的廉價中轉服務來賺取轉運費。與此同時，他在沒有邮政编码系統的香港提出標準化地址計劃，甚至推行教導信封正確寫法的宣傳運動，以引入機械處理信件分類程序，從而減省營運成本。因此，他任內與中国邮政合夥提供大中華地區物流服務而在屯門設立香港郵政物流中心，並落實在九龍灣興建中央郵件中心取代位於中環的香港郵政總局。
譚亦在上任初期拍板翻新舊郵政局的計劃，但及後他巡視全香港超過130間郵政局後，決定關閉多間低使用率的分局，亦取消包括香港中文大學的流動郵車服務，以節省營運成本。他曾舉例指出一些分局有大量面積可以騰空，而另一些則在早上門可羅雀故可調整營運時間。減少郵政服務地點的做法引來各方批評，而香港中文大學學生會更發文要求郵政署恢復流動郵車服務。相反，火炭郵政局在譚巡視後發現服務不足以應付人流，因而成為延長服務時間的特例，惟譚及後表示把人流分散後收入並沒有增長，故此是決策錯誤。另外，香港營運中最古老的郵政局赤柱郵政局亦在譚的研究下由覓地搬遷改為原址保育復修，並回復1937年落成時的外貌，而他更與南區區議會主席馬月霞一同主禮重開儀式。針對他上任時多間郵政局被搶劫的保安問題，他在實地考察後發現分局人手單薄是問題元兇，故隨即聘請兼職或護衛員在休息或午飯等時間填補人手，避免了耗費巨額更新防盜系統。
在退休離任前，譚已為原本左支右絀的香港郵政帶來四億港元盈餘，更公佈開展网络购物服務，設立电子交易平台讓中小型企業將貨品上架，並在交易確認後透過部門的郵政網路配送至客戶手上。他在2007年5月晉升至首長級甲級政務官，並在2008年10月24日退休卸任及離開公務員系統。他因在房屋發展及郵政服務的傑出表現而在2009年7月1日於香港2009年度授勳及嘉獎名單中獲頒銀紫荊星章。

## 個人及退休生活

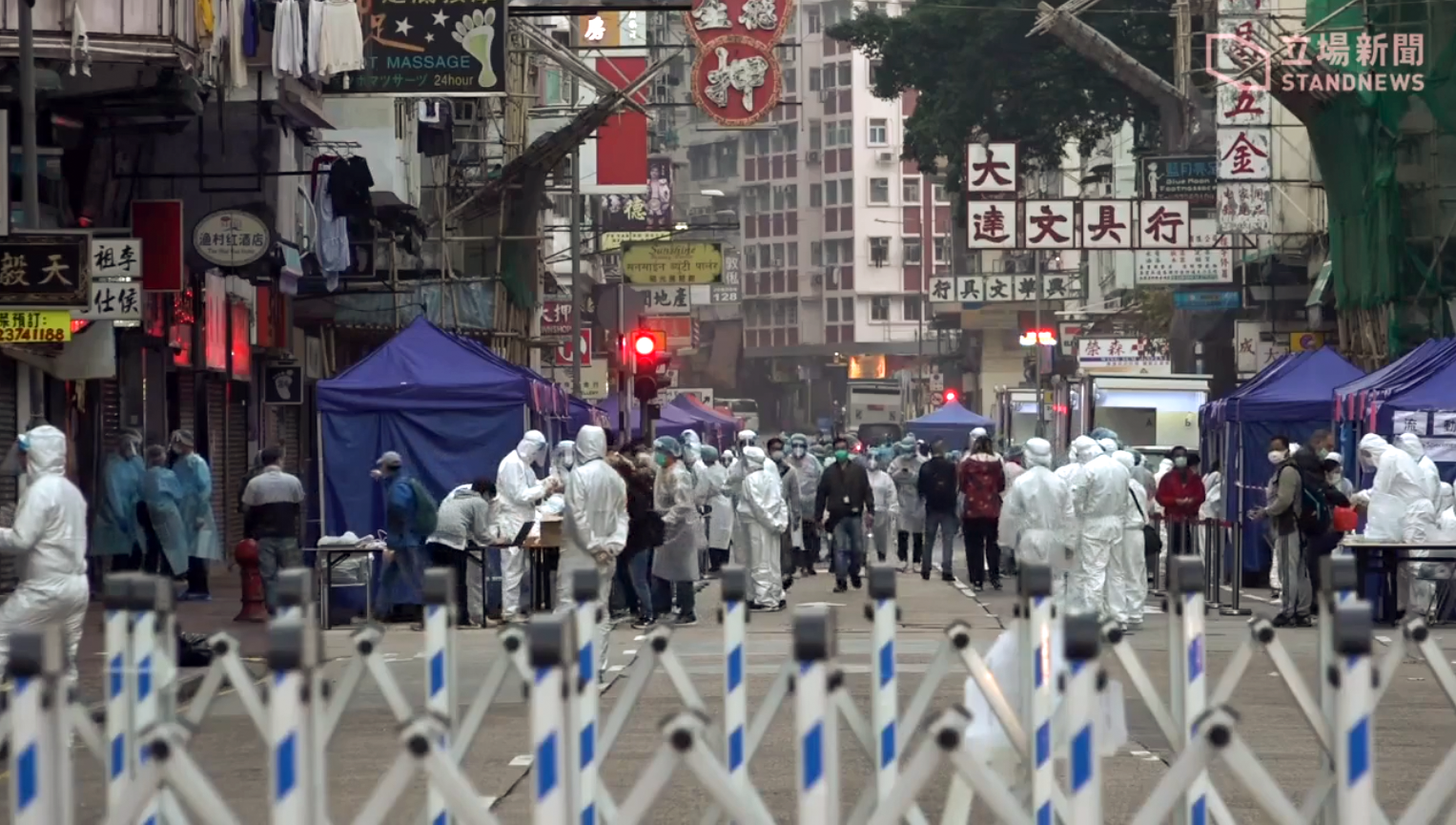
譚榮邦因2019冠狀病毒病疫情而在聯絡中心擔任義務電話聯絡人員

譚榮邦自小常看粵劇，及後他在派駐海外時均會學習欣賞高水平的當地戲劇。他在外派伦敦時多看歌剧，而在駐北京時就改看京剧。因此，他每年仍會前往欧洲看歌剧，以及偶爾到北京看京剧，甚至邀請葉劉淑儀一同參與。在退休後，他更因此出任香港藝術節的節目委員會委員。
雖然譚並不熱忱工作，但他為了保持身心健康決定在從香港公務員系統退休後持續工作。他加入了葉劉淑儀在2011年創立的新民黨並擔任執行委員會委員，亦代表政黨對各政策提供意見，曾批評港府擬設文化局或會有意識形態上的壓力令文化藝術創作空間減少，以及認為覆蓋郵筒上的英國皇室標記或皇家花押是欲蓋彌彰，應保持原貌免除爭議。不過，他在反對逃犯條例修訂草案運動後，認為公務員宣誓擁護《基本法》及效忠香港特別行政區是理所當然，並僅如结婚证一樣既出自道德原因，亦為自願遵循。同時，他亦指英國的英國國民（海外）居留簽證旨在為英國增加稅務收入，而非為履行《中英聯合聲明》。在2022年7月，他更與黨員考察北部都會區，研究當地未來發展規劃。另外，他除了政黨工作外，亦曾在沒酬金下客串粵劇及免費為太陽報撰寫專欄「黑灰白」，惟他收到公務員事務局來函指他沒有就再就業項目提交申請。
譚並不喜歡接聽電話，甚至曾為了避免電聯而花時間從上環乘地鐵至柴灣面談，不過他因2019冠狀病毒病疫情答應在聯絡中心擔任義務工作，而被派任電話聯絡人員。然而，喜歡與传播媒体人員打交道的他在相熟記者間有「邦邦」的暱稱。家庭方面，他未婚及沒有子女。

## 榮譽

### 勳銜
- 官守太平紳士（J.P.）（1982年2月2日－1985年5月31日；1994年3月23日－2008年10月24日）[14][43]
- 銀紫荊星章（S.B.S.）（香港2009年度授勳及嘉獎名單；2009年7月1日）[83]

### 頭銜
- 譚榮邦，JP（Tam Wing-pong, JP，1982年2月2日－1985年5月31日；1994年3月23日－2008年10月24日）[14][43]
- 譚榮邦，SBS（Tam Wing-pong, SBS，2009年7月1日－）[83]

## 注脚
1. ↑  在1982年4月1日前稱為荃灣理民官（荃灣區工程事務）；在1982年4月1日至1982年9月30日期間稱為青衣理民官；在1982年10月1日至1983年9月11日期間稱為青衣政務專員[1]。
2. ↑  1982年3月1日至1983年9月11日：在1982年3月1日至1982年9月30日前擔任葵涌理民官；在1982年10月1日至1983年9月11日擔任葵涌政務專員。